# Teoría de valores extremos

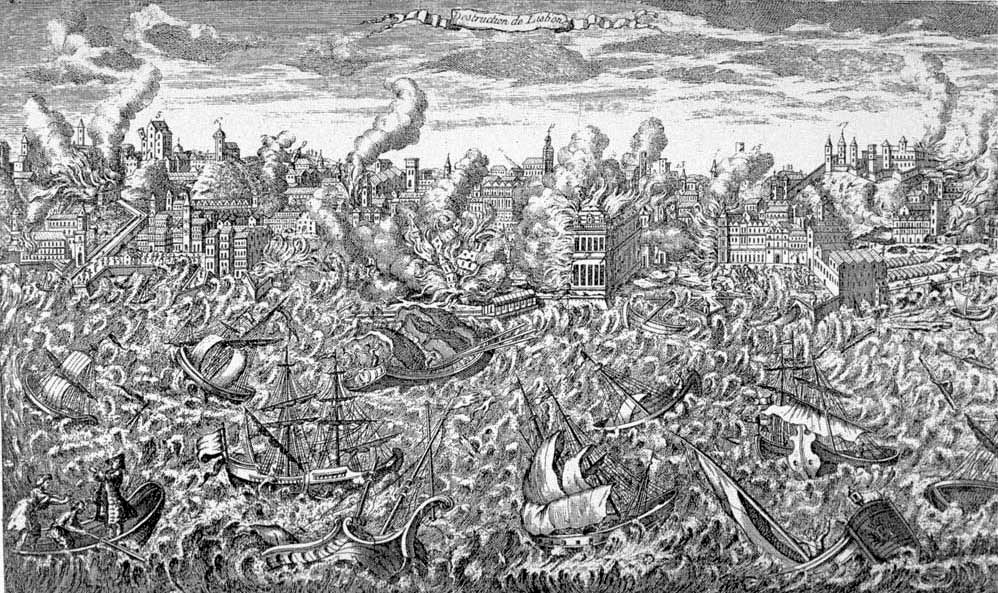
La teoría de valores extremos es una parte de la teoría de la probabilidad usada para modelizar el riesgo de eventos o situaciones extremas o atípicas como el Terremoto de Lisboa de 1755.

La teoría de valores extremos o análisis de valores extremos (AVE) es una rama de la estadística que trata de las desviaciones respecto a al valor esperado de una distribución de probabilidad.
El objetivo del análisis de valores extremos, es evaluar, dada una muestra de una variable aleatoria, la probabilidad de eventos o valores más extremos que los observados previamente. Por esa razón el análisis de valor extremo se usa ampliamente en muchas disciplinas, como la ingeniería estructural, el análisis del riesgo financiero, las ciencias geológicas, la ingeniería sísmica e hidrológica o la predicción del tráfico. Así por ejemplo el AVE se ha usado en hidrología para estimar la probabilidad de una riada o inundación inusual, que en inglés se denomina 100-year flood ("inundación del siglo" así llamada por considerarse de una probabilidad de ocurrencia de un 1% anual). Análogamente, en el diseño de rompeolas un ingeniero de costas debería estimar el oleaje máximo en un período de unos 50 años, para dimensionar adecuadamente la infraestructura.

## Análisis de datos
Actualmente existen dos enfoques prácticos del análisis de valores extremos:
- El primer enfoque o método descansa en establecer una serie de bloques máximos (mínimos) como paso inicial. En muchas situaciones es costumbre y además resulta conveniente extraer los máximos anuales (o mínimos anuales), generando la "serie de máximos anuales" (SMA).
- El segundo método descansa en considerar, de un registro continuo, los valores pico alcanzados en cada período durante los cuales los valores excedían cierto umbral (caídas por debajo de cierto nivel). Este método se denomina usualmente el "método del pico sobre el umbral" (PSU)[1] y puede llevar a que se obtengan muchos valores o ningún valor para un año concreto.

Para datos por el método SMA, el análisis puede descansar parcialmente en los resultados del teorema de Fisher-Tippett-Gnedenko, lo cual conlleva usar distribuciones generalizadas de valor extremo para ajustar los datos. Sin embargo, en la práctica, se aplican varios procedimientos para escoger entre un rango más amplio de distribuciones. El teorema en cuestión relaciona las distribuciones límites para los máximos o mínimos de una gran colección de variables aleatorias independientes que tienen la misma distribución. Dado que el número de eventos aleatorios relevantes producidos en un único año pueden ser limitados, no es sorprenderte que los análisis de datos agrupados por el método SMA frecuentemente conduzcan a distribuciones que se apartan de distribuciones de valor extremo generalizado.
Para datos obtenidos por el método PSU, el análisis involucra ajustar dos distribuciones: una para el número de eventos en cada período básico de tiempo y un segundo ajuste para la distribución de los excesos. Una asunción común para el número de eventos consiste en usar la distribución de Poisson, mientras que para los excesos se emplea una distribución generalizada de Pareto. En este caso se necesita alguna teoría adicional para estimar la distribución de los valores extremos más allá de los observados. Un objetivo alternativo podría ser estimar los costes esperados asociados a eventos inusuales durante un cierto período. En los análisis PSU el resultado matemático fundamental es el teorema de Pickands-Balkema-De Haan.

## Aplicaciones
Las aplicaciones de la teoría de valores extremos incluyen estimar la probabilidad de eventos como:
- Inundaciones atípicas e inusuales.
- Que la cantidad de grandes pérdidas de una aseguradora sobrepase un cierto umbral.
- Riesgos financieros importantes.
- Grandes Incendios en superficies forestales.[7]
- Impacto ambiental sobre estructuras[8]
- Que la renta máxima de algunos individuos, esté un cierto número de veces por encima de la renta nacional per cápita
- Estimar el tiempo más corto posible en la prueba de los 100 metros[9] y rendimiento en otras disciplinas atléticas.[10][11]
- Optimización heurística

## Historia de la disciplina
El análisis de valores extremos fue inaugurado por Leonard Tippett (1902–1985). Tippett era un empleado de la British Cotton Industry Research Association, donde trabajaba para desarrollar fibras de algodón más resistentes. En sus estudios, apreció que la resistencia de un hilo dependía críticamente de la resistencia de la fibra más débil. Con la ayuda de R. A. Fisher, obtuvo tres límites asintóticos que describían la distribución de valores extremos (se ilustran en un teorema conocido como de Fisher-Tippett-Gnedenko). Emil Julius Gumbel codificó esta teoría en su libro de 1950 titulado Statistics of Extremes, que incluía la distribución que ahora lleva su nombre (Distribución de Gumbel).

## Teoría univariada
Sean {\displaystyle X_{1},\dots ,X_{n}} una sucesión de variables aleatorias i.i.d. con la misma función de distribución F y sea {\displaystyle M_{n}=\max(X_{1},\dots ,X_{n})} el máximo de los valores de una muestra de n valores.
En teoría, la distribución exacta de los máximos puede obtenerse directamente:

{\displaystyle {\begin{aligned}\Pr(M_{n}\leq z)&=\Pr(X_{1}\leq z,\dots ,X_{n}\leq z)\\&=\Pr(X_{1}\leq z)\cdots \Pr(X_{n}\leq z)=(F(z))^{n}.\end{aligned}}}

La función indicatriz asociada {\displaystyle I_{n}=I(M_{n}>z)} es un proceso de Bernoulli con una probabilidad de éxito {\displaystyle p(z)=(1-(F(z))^{n})} que depende de la magnitud {\displaystyle z} del evento extremo. El número de eventos extremos en {\displaystyle n} intentos por tanto sigue una distribución binomial y el número de ensayos hasta que ocurra un evento de ese tipo sigue una distribución geométrica con valor esperado y desviación estándar del mismo orden de magnitud {\displaystyle O(1/p(z))}.